# 47. Премія «Золотий метелик»
47. Премія «Золотий метелик» (тур. 47. Altın Kelebek Ödülleri) — є сорок сьомою премією «Золотий метелик», спонсором якої є бренд Pantene, що проводиться в Туреччині.
5 грудня 2021 року були оголошені результати номінацій.
До журі «Золотого метелика» входять актори Демет Акбаг, Хейл Сойгазі, Нурґюль Єшільчай, режисер Андач Хазнедароглу, продюсер Яґмур Унал, співак Ізель, Селім Акчин — менеджер журналу Kelebek, Канат Аткая — менеджер Hürriyet, Хакан Генце, Онур Баштюрк і Оркун Юн.

## Телевізійні премії

### Висхідна зірка
| Рік      | Категорія      | Номінант      | Результат |
| -------- | -------------- | ------------- | --------- |
| 2021 рік | Висхідна зірка | Ахсен Ероглу  | Перемога  |
| 2021 рік | Висхідна зірка | Джемре Бейзел | Перемога  |
| 2021 рік | Висхідна зірка | Меліс Сезен   | Перемога  |

### Продукція
| Категорія                               | Номінант                                   | Оригінальна назва                                              | Результат |
| --------------------------------------- | ------------------------------------------ | -------------------------------------------------------------- | --------- |
| Найкращий серіал                        | Дівчина за склом (Kanal D)                 | Camdaki Kız (Kanal D)                                          | Перемога  |
| Найкращий серіал                        | Мафія не править світом (ATV)              | Eşkıya Dünyaya Hükümdar Olmaz (ATV)                            | Номінація |
| Найкращий серіал                        | Гора серця (TRT 1)                         | Gönül Dağı (TRT 1)                                             | Номінація |
| Найкращий серіал                        | Мої брати і сестри (ATV)                   | Kardeşlerim (ATV)                                              | Номінація |
| Найкращий серіал                        | Червона кімната (TV 8)                     | Kırmızı Oda (TV 8)                                             | Номінація |
| Найкращий серіал                        | Квартира невинних (TRT 1)                  | Masumlar Apartmanı (TRT 1)                                     | Номінація |
| Найкращий серіал                        | Невірний (Kanal D)                         | Sadakatsiz (Kanal D)                                           | Номінація |
| Найкращий серіал                        | Останнє літо (FOX)                         | Son Yaz (FOX)                                                  | Номінація |
| Найкращий серіал                        | Організація (TRT 1)                        | Teşkilat (TRT 1)                                               | Номінація |
| Найкращий серіал                        | Заборонене яблуко (FOX)                    | Yasak Elma (FOX)                                               | Номінація |
| Найкращий інтернет-серіал               | Інший / Ми зустрілися у Стамбулі (Netflix) | Bir Başkadır (Netflix)                                         | Перемога  |
| Найкращий інтернет-серіал               | 50м2 (Netflix)                             | 50m2 (Netflix)                                                 | Номінація |
| Найкращий інтернет-серіал               | Любов для початківців (Netflix)            | Aşk 101 (Netflix)                                              | Номінація |
| Найкращий інтернет-серіал               | Дар (Netflix)                              | Atiye (Netflix)                                                | Номінація |
| Найкращий інтернет-серіал               | Саме так (Blu TV)                          | Aynen Aynen (Blu TV)                                           | Номінація |
| Найкращий інтернет-серіал               | Фатма (Netflix)                            | Fatma (Netflix)                                                | Номінація |
| Найкращий інтернет-серіал               | Повага (Blu TV)                            | Saygı: Bir Ercüment Çözer Dizisi (Blu TV)                      | Номінація |
| Найкращий інтернет-серіал               | Діти вулиці (Blu TV)                       | Sokağın Çocukları (Blu TV)                                     | Номінація |
| Найкращий інтернет-серіал               | Захисник (Netflix)                         | Hakan: Muhafız (Netflix)                                       | Номінація |
| Найкращий інтернет-серіал               | Ешільсам (Blu TV)                          | Yeşilçam (Blu TV)                                              | Номінація |
| Найкращий цифровий контент              | - (Exxen)                                  | Konuşanlar (Hasan Can Kaya) (Exxen)                            | Перемога  |
| Найкращий цифровий контент              | - (Exxen)                                  | @EnisArıkan (Exxen)                                            | Номінація |
| Найкращий цифровий контент              | - (Exxen)                                  | Alper Rende İle Kaçış (Exxen)                                  | Номінація |
| Найкращий цифровий контент              | - (YouTube)                                | Bize Kaldı (Seçkin Süngüç ve Fezi Altun) (YouTube)             | Номінація |
| Найкращий цифровий контент              | - (Gain)                                   | Duraktan Durağa (Berk Keklik) (Gain)                           | Номінація |
| Найкращий цифровий контент              | - (YouTube)                                | Gör Beni-Dur Bi Dinle (Armağan Çağlayan) (YouTube)             | Номінація |
| Найкращий цифровий контент              | - (YouTube)                                | İbrahim Selim ile Bu Gece (İbrahim Selim) (YouTube)            | Номінація |
| Найкращий цифровий контент              | - (YouTube, Exxen)                         | Katarsis (Gökhan Çınar) (YouTube, Exxen)                       | Номінація |
| Найкращий цифровий контент              | - (Exxen)                                  | Kirli Çamaşırlar (Orkun Işıtmak) (Exxen)                       | Номінація |
| Найкращий цифровий контент              | - (Exxen)                                  | Zeynep Bastık ve Konukları (Exxen)                             | Номінація |
| Найкращий комедійний серіал             | Красиві рухи 2 (канал D)                   | Çok Güzel Hareketler 2 (Kanal D)                               | Перемога  |
| Найкращий комедійний серіал             | Світова держава (TRT 1))                   | Dünya Hali (TRT 1)                                             | Номінація |
| Найкращий комедійний серіал             | На жаль моя молодість (ATV)                | Gençliğim Eyvah (ATV)                                          | Номінація |
| Найкращий комедійний серіал             | - (Show TV)                                | Güldür Güldür Show (Show TV)                                   | Номінація |
| Найкращий комедійний серіал             | - (Star TV)                                | Jet Sosyete (Star TV)                                          | Номінація |
| Найкращий комедійний серіал             | - (TRT 1)                                  | Kalk Gidelim (TRT 1)                                           | Номінація |
| Найкращий комедійний серіал             | Випадкова любов (Star TV)                  | Kazara Aşk (Star TV)                                           | Номінація |
| Найкращий комедійний серіал             | Полярна зірка перша любов (Show TV)        | Kuzey Yıldızı İlk Aşk (Show TV)                                | Номінація |
| Найкращий комедійний серіал             | Вісімдесяті (TRT 1)                        | Seksenler (TRT 1)                                              | Номінація |
| Найкращий романтичний комедійний серіал | Постукай в мої двері                       | Sen Çal Kapımı (FOX)                                           | Перемога  |
| Найкращий романтичний комедійний серіал | Острівна казка (Star TV)                   | Ada Masalı (Star TV)                                           | Номінація |
| Найкращий романтичний комедійний серіал | Любов Логіка Помста (FOX)                  | Aşk Mantık İntikam (FOX)                                       | Номінація |
| Найкращий романтичний комедійний серіал | Рецепт кохання (Kanal D)                   | Aşkın Tarifi (Kanal D)                                         | Номінація |
| Найкращий романтичний комедійний серіал | Бат Гра (Kanal D)                          | Baht Oyunu (Kanal D)                                           | Номінація |
| Найкращий романтичний комедійний серіал | Містер помилка (FOX TV)                    | Bay Yanlış (FOX TV)                                            | Номінація |
| Найкращий романтичний комедійний серіал | Скляні стелі (Show TV)                     | Cam Tavanlar (Show TV)                                         | Номінація |
| Найкращий романтичний комедійний серіал | Кохання на даху (Kanal D)                  | Çatı Katı Aşk (Kanal D)                                        | Номінація |
| Найкращий романтичний комедійний серіал | У хороші дні та у погані дні (Star TV)     | İyi Günde Kötü Günde (Star TV)                                 | Номінація |
| Найкраща денна передача                 | - (ATV)                                    | Müge Anlı İle Tatlı Sert (ATV)                                 | Перемога  |
| Найкраща денна передача                 | - (360 TV)                                 | Açelya Akkoyun ile Akla Takılanlar (360 TV)                    | Номінація |
| Найкраща денна передача                 | - (FOX)                                    | Çağla İle Yeni Bir Gün (Çağla Şıkel) (FOX)                     | Номінація |
| Найкраща денна передача                 | - (Show TV)                                | Didem Arslan Yılmaz'la Vazgeçme (Show TV)                      | Номінація |
| Найкраща денна передача                 | - (Kanal D)                                | Ece Üner İle Susma (Kanal D)                                   | Номінація |
| Найкраща денна передача                 | - (ATV)                                    | Esra Erol'da (ATV)                                             | Номінація |
| Найкраща денна передача                 | - (FOX)                                    | Fulya İle Umudun Olsun (Fulya Öztürk) (FOX)                    | Номінація |
| Найкраща денна передача                 | - (Kanal D)                                | Gelinim Mutfakta (Demet Akalın) (Kanal D)                      | Номінація |
| Найкраща денна передача                 | - (Kanal D)                                | Neler Oluyor Hayatta (Nur Tuğba Namlı ve Hakan Ural) (Kanal D) | Номінація |
| Найкраща денна передача                 | -(Star TV)                                 | Sabahın Sultanı Seda Sayan (Star TV)                           | Номінація |

### Акторська діяльність
| Категорія                              | Номінант                                                               | Оригінальна назва                                             | Результат |
| -------------------------------------- | ---------------------------------------------------------------------- | ------------------------------------------------------------- | --------- |
| Найкраща акторка                       | Езгі Мола — Квартира невинних (TRT 1)                                  | Ezgi Mola (Masumlar Apartmanı) (TRT 1)                        | Перемога  |
| Найкраща акторка                       | Мерве Діздар — Квартира невинних (TRT 1)                               | Merve Dizdar (Masumlar Apartmanı) (TRT 1)                     | Перемога  |
| Найкраща акторка                       | Аліна Боз — Любов для початківців (Netflix)                            | Alina Boz (Aşk 101) (NETFLİX)                                 | Номінація |
| Найкраща акторка                       | Айча Айшин Туран — Ариза (Show TV)                                     | Ayça Ayşin Turan (Arıza) (Show TV)                            | Номінація |
| Найкраща акторка                       | Берен Саат — Дар (Netflix)                                             | Beren Saat (Atiye) (NETFLİX)                                  | Номінація |
| Найкраща акторка                       | Біннур Кая — Червона кімната (TV 8)                                    | Binnur Kaya (Kırmızı Oda) (TV 8)                              | Номінація |
| Найкраща акторка                       | Бурджу Бириджик — Дівчина за склом (Kanal D)                           | Burcu Biricik (Camdaki Kız) (Kanal D)                         | Номінація |
| Найкраща акторка                       | Джансу Дере — Невірний (Kanal D)                                       | Cansu Dere (Sadakatsiz) (Kanal D)                             | Номінація |
| Найкраща акторка                       | Хафсанур Санкактутан — Останнє літо (FOX)                              | Hafsanur Sancaktutan (Son Yaz) (FOX)                          | Номінація |
| Найкраща акторка                       | Су Бурджу Джошкун — Мої брати і сестри (ATV)                           | Su Burcu Yazgı Coşkun (Kardeşlerim) (ATV)                     | Номінація |
| Найкращий актор                        | Чаглар Ертогрул — Організація (TRT 1)                                  | Çağlar Ertuğrul (Teşkilat) (TRT 1)                            | Перемога  |
| Найкращий актор                        | Ахмет Курал — Одного разу на Кіпрі / Кіпр на шляху до перемоги (TRT 1) | Ahmet Kural (Bir Zamanlar Kıbrıs/Kıbrıs Zafere Doğru) (TRT 1) | Номінація |
| Найкращий актор                        | Акін Акінозу — Вітер кохання (ATV)                                     | Akın Akınözü (Hercai) (ATV)                                   | Номінація |
| Найкращий актор                        | Алперен Дуймаз — Останнє літо (FOX)                                    | Alperen Duymaz (Son Yaz) (FOX)                                | Номінація |
| Найкращий актор                        | Біркан Сокуллу — Квартира невинних (TRT 1)                             | Birkan Sokullu (Masumlar Apartmanı) (TRT 1)                   | Номінація |
| Найкращий актор                        | Бурак Озчивіт — Заснування: Осман (ATV)                                | Burak Özçivit (Kuruluş Osman) (ATV)                           | Номінація |
| Найкращий актор                        | Чагатай Улусой — Ешільсам (Blu TV), Захисник (Netflix)                 | Çağatay Ulusoy (Yeşilçam-Blu TV), (Hakan Muhafız-NETFLİX)     | Номінація |
| Найкращий актор                        | Джанер Джиндорук — Невірний (Kanal D)                                  | Caner Cindoruk (Sadakatsiz) (Kanal D)                         | Номінація |
| Найкращий актор                        | Енгін Акюрек — Крила кохання (STAR TV)                                 | Engin Akyürek (Sefirin Kızı) (STAR TV)                        | Номінація |
| Найкращий актор                        | Тімучін Есен — Хекимоглу (Kanal D)                                     | Timuçin Esen (Hekimoğlu) (Kanal D)                            | Номінація |
| Найкраща акторка у комедійному серіалі | Гюнай Караджаоглу — На жаль моя молодість (ATV)                        | Günay Karacaoğlu (Gençliğim Eyvah) (ATV)                      | Перемога  |
| Найкраща акторка у комедійному серіалі | Алгі Еке — -(Blu TV)                                                   | Algı Eke (Acans) (Blu TV)                                     | Номінація |
| Найкраща акторка у комедійному серіалі | Нілпері Шахінка — Саме так (Blu TV)                                    | Nilperi Şahinkaya (Aynen Aynen) (Blu TV)                      | Номінація |
| Найкраща акторка у комедійному серіалі | Сузан Кардеш — Вісімдесяті (TRT 1)                                     | Suzan Kardeş (Seksenler) (TRT 1)                              | Номінація |
| Найкраща акторка у комедійному серіалі | - (Show TV)                                                            | Güldür Güldür Ekibi (Show TV)                                 | Номінація |
| Найкраща акторка у комедійному серіалі | Айча Варлиер — Вставай, ходімо (TRT 1)                                 | Ayça Varlıer (Kalk Gidelim) (TRT 1)                           | Номінація |
| Найкраща акторка у комедійному серіалі | Бегюм Онер — Вісімдесяті (TRT 1)                                       | Begüm Öner (Seksenler) (TRT 1)                                | Номінація |
| Найкраща акторка у комедійному серіалі | Джемре Ебюззія — Деякі цікаві події (Exxen)                            | Cemre Ebüzziya (İlginç Bazı Olaylar) (Exxen)                  | Номінація |
| Найкраща акторка у комедійному серіалі | - (Kanal D)                                                            | Çok Güzel Hareketler 2 Ekibi (Kanal D)                        | Номінація |
| Найкраща акторка у комедійному серіалі | Еге Кокенлі — Східний (Blu TV)                                         | Ege Kökenli (Doğu) (Blu TV)                                   | Номінація |
| Найкращий актор у комедійному серіалі  | Дженгіз Бозкурт — На жаль моя молодість (ATV)                          | Cengiz Bozkurt (Gençliğim Eyvah) (ATV)                        | Перемога  |
| Найкращий актор у комедійному серіалі  | Чаглар Чорумлу — - (Gain)                                              | Çağlar Çorumlu (Ayak İşleri) (Gain)                           | Номінація |
| Найкращий актор у комедійному серіалі  | - (Kanal D)                                                            | Çok Güzel Hareketler 2 Ekibi (Kanal D)                        | Номінація |
| Найкращий актор у комедійному серіалі  | Догу Деміркол — Східний (Blu TV)                                       | Doğu Demirkol (Doğu) (Blu TV)                                 | Номінація |
| Найкращий актор у комедійному серіалі  | Енґін Ґюнайдін — 10 тисяч кроків (Gain)                                | Engin Günaydın (10 Bin Adım) (Gain)                           | Номінація |
| Найкращий актор у комедійному серіалі  | Фейяз Йигит — - (Exxen)                                                | Feyyaz Yiğit (Gibi) (Exxen)                                   | Номінація |
| Найкращий актор у комедійному серіалі  | - (Show TV)                                                            | Güldür Güldür Ekibi (Show TV)                                 | Номінація |
| Найкращий актор у комедійному серіалі  | Ібрагім Бююкак — Деякі цікаві події (Exxen)                            | İbrahim Büyükak (İlginç Bazı Olaylar) (Exxen)                 | Номінація |
| Найкращий актор у комедійному серіалі  | Ількер Айрік — Вісімдесяті (TRT 1)                                     | İlker Ayrık (Seksenler) (TRT 1)                               | Номінація |
| Найкращий актор у комедійному серіалі  | Керем Бюрсін — Саме так (Blu TV)                                       | Kerem Bürsin (Aynen Aynen) (Blu TV)                           | Номінація |
| Найкраща акторка романтичної комедії   | Айча Айшин Туран — Острівна казка (Star TV)                            | Ayça Ayşin Turan (Ada Masalı) (Star TV)                       | Перемога  |
| Найкраща акторка романтичної комедії   | Аслі Сюмен — Бат Гра (Kanal D)                                         | Aslı Sümen (Baht Oyunu) (Kanal D)                             | Номінація |
| Найкраща акторка романтичної комедії   | Озге Гюрель - Містер помилка (FOX TV)                                  | Özge Gürel (Bay Yanlış) (FOX TV)                              | Номінація |
| Найкраща акторка романтичної комедії   | Бенсу Сорал — Скляні стелі (Show TV)                                   | Bensu Soral (Cam Tavanlar) (Show TV)                          | Номінація |
| Найкраща акторка романтичної комедії   | Бурджу Озберк — Любов Логіка Помста (FOX)                              | Burcu Özberk (Aşk Mantık İntikam) (FOX)                       | Номінація |
| Найкраща акторка романтичної комедії   | Джемре Байсел — Бат Гра (Kanal D)                                      | Cemre Baysel (Baht Oyunu) (Kanal D)                           | Номінація |
| Найкраща акторка романтичної комедії   | Ельчин Сангу — У хороші дні та у погані дні (Star TV) (Star TV)        | Elçin Sangu (İyi Günde Kötü Günde) (Star TV)                  | Номінація |
| Найкраща акторка романтичної комедії   | Ханде Ерчел — Постукай в мої двері (FOX)                               | Hande Erçel (Sen Çal Kapımı) (FOX)                            | Номінація |
| Найкраща акторка романтичної комедії   | Меліса Денгель — Любов Логіка Помста (FOX)                             | Melisa Döngel (Aşk Mantık İntikam) (FOX TV)                   | Номінація |
| Найкраща актор романтичної комедії     | Айтач Шашмаз — Бат Гра (Kanal D)                                       | Aytaç Şaşmaz (Baht Oyunu) (Kanal D)                           | Перемога  |
| Найкраща актор романтичної комедії     | Альп Навруз — Острівна казка (Star TV)                                 | Alp Navruz (Ada Masalı) (Star TV)                             | Номінація |
| Найкраща актор романтичної комедії     | Бурак Йорук — Любов Логіка Помста (FOX)                                | Burak Yörük (Aşk Mantık İntikam) (FOX)                        | Номінація |
| Найкраща актор романтичної комедії     | Джан Яман — Містер помилка (FOX TV)                                    | Can Yaman (Bay Yanlış) (FOX)                                  | Номінація |
| Найкраща актор романтичної комедії     | Фуркан Андич — Кохання на даху (Kanal D)                               | Furkan Andıç (Çatı Katı Aşk) (Kanal D)                        | Номінація |
| Найкраща актор романтичної комедії     | Ільхан Шен — Любов Логіка Помста (FOX)                                 | İlhan Şen (Aşk Mantık İntikam) (FOX TV)                       | Номінація |
| Найкраща актор романтичної комедії     | Кадір Догулу — Рецепт кохання (Kanal D)                                | Kadir Doğulu (Aşkın Tarifi) (Kanal D)                         | Номінація |
| Найкраща актор романтичної комедії     | Керем Бюрсін — Постукай в мої двері (FOX)                              | Kerem Bürsin (Sen Çal Kapımı) (FOX)                           | Номінація |
| Найкраща актор романтичної комедії     | Кубілай Ака — Скляні стелі (Show TV)                                   | Kubilay Aka (Cam Tavanlar) (Show TV)                          | Номінація |
| Найкраща пара серіалу                  | Ханде Ерчел — Керем Бюрсін — Постукай в мої двері (FOX)                | Hande Erçel-Kerem Bürsin (Sen Çal Kapımı) (FOX)               | Перемога  |
| Найкраща пара серіалу                  | Афра Сарачоглу — Чагатай Улусой — Ешільсам (Blu TV)                    | Afra Saraçoğlu-Çağatay Ulusoy (Yeşilçam) (Blu TV)             | Номінація |
| Найкраща пара серіалу                  | Аліна Боз — Кубілай Ака — Любов для початківців (Netflix)              | Alina Boz-Kubilay Aka (Aşk 101) (NEXFLİX)                     | Номінація |
| Найкраща пара серіалу                  | Айча Айшин Туран — Альп Навруз — Острівна казка (Star TV)              | Ayça Ayşin Turan-Alp Navruz (Ada Masalı) (Star TV)            | Номінація |
| Найкраща пара серіалу                  | Бенсу Сорал — Кубілай Ака — Скляні стелі (Show TV)                     | Bensu Soral-Kubilay Aka (Cam Tavanlar) (Show TV)              | Номінація |
| Найкраща пара серіалу                  | Бурджу Бириджик — Фейяз Шеріфоглу — Дівчина за склом (Kanal D)         | Burcu Biricik-Feyyaz Şerifoğlu (Camdaki Kız) (Kanal D)        | Номінація |
| Найкраща пара серіалу                  | Бурджу Озберк — Ільхан Шен — Любов Логіка Помста (FOX)                 | Burcu Özberk-İlhan Şen (Aşk Mantık İntikam) (FOX)             | Номінація |
| Найкраща пара серіалу                  | Джемре Байсел — Айтач Шашмаз — Бат Гра (Kanal D)                       | Cemre Baysel-Aytaç Şaşmaz (Baht Oyunu) (Kanal D)              | Номінація |
| Найкраща пара серіалу                  | Хафсанур Санкактутан — Алперен Дуймаз — Останнє літо(FOX)              | Hafsanur Sancaktutan-Alperen Duymaz (Son Yaz) (FOX)           | Номінація |
| Найкраща пара серіалу                  | Су Бурджу Джошкун — Онур Сеїт Яран — Мої брати і сестри (ATV)          | Su Burcu Yazgı Coşkun-Onur Seyit Yaran (Kardeşlerim) (ATV)    | Номінація |
| Найкращий дитячий актор / акторка      | Айлін Акпінар — Мої брати і сестри (ATV)                               | Aylin Akpınar (Kardeşlerim)                                   | Перемога  |
| Найкращий дитячий актор / акторка      | Алп Акар — Невірний (Kanal D)                                          | Alp Akar (Sadakatsiz)                                         | Номінація |
| Найкращий дитячий актор / акторка      | Азра Аксу — Бат Гра (Kanal D)                                          | Azra Aksu (Baht Oyunu)                                        | Номінація |
| Найкращий дитячий актор / акторка      | Берен Генчалп — Крила кохання (STAR TV)                                | Beren Gençalp (Sefirin Kızı)                                  | Номінація |
| Найкращий дитячий актор / акторка      | Беркай Челал Четін — Квартира невинних (TRT 1)                         | Berkay Celal Çetin (Masumlar Apartmanı)                       | Номінація |
| Найкращий дитячий актор / акторка      | Ейлюль Шеночак — Квартира невинних (TRT 1)                             | Eylül Şenocak (Masumlar Apartmanı)                            | Номінація |
| Найкращий дитячий актор / акторка      | Кайра Орта — Яскраве полум'я — (Show TV)                               | Kayra Orta (Alev Alev)                                        | Номінація |
| Найкращий дитячий актор / акторка      | Кузей Гезер — Заборонене яблуко (FOX)                                  | Kuzey Gezer (Yasak Elma)                                      | Номінація |
| Найкращий дитячий актор / акторка      | Майя Башоль — Постукай в мої двері (FOX)                               | Maya Başol (Sen Çal Kapımı)                                   | Номінація |
| Найкращий дитячий актор / акторка      | Ясемін Ніл Юксель — Квартира невинних (TRT 1)                          | Yasemin Nil Yüksel (Masumlar Apartmanı)                       | Номінація |

### Творчі категорії
| Категорія               | Номінант                                                           | Оригінальна назва                                                | Результат |
| ----------------------- | ------------------------------------------------------------------ | ---------------------------------------------------------------- | --------- |
| Кращий режисер          | Чагри Вила Лостували, Джигдем Бозалі — Квартира невинних (TRT 1)   | Çağrı Vila Lostuvalı, Çiğdem Bozali (Masumlar Apartmanı) (TRT 1) | Перемога  |
| Кращий режисер          | Ахмет Катіксіз, Деніз Йорулмазер — Любов для початківців (Netflix) | Ahmet Katıksız, Deniz Yorulmazer (Aşk 101) (NETFLİX)             | Номінація |
| Кращий режисер          | Беркун Оя — Інший / Ми зустрілися у Стамбулі (Netflix)             | Berkun Oya (Bir Başkadır) (NETFLİX)                              | Номінація |
| Кращий режисер          | Джем Карчі — Червона кімната (TV 8)                                | Cem Karcı (Kırmızı Oda) (TV 8)                                   | Номінація |
| Кращий режисер          | Кетче — Організація (TRT 1)                                        | Ketche (Hakan Kırvavaç) (Teşkilat) (TRT 1)                       | Номінація |
| Кращий режисер          | Надім Гюч — Дівчина за склом (Kanal D)                             | Nadim Güç (Camdaki Kız) (Kanal D)                                | Номінація |
| Кращий режисер          | Несліхан Єсілюрт — Невірний (Kanal D)                              | Neslihan Yeşilyurt (Sadakatsiz) (Kanal D)                        | Номінація |
| Кращий режисер          | Сердар Гозелеклі — Бат Гра (Kanal D)                               | Serdar Gözelekli (Baht Oyunu) (Kanal D)                          | Номінація |
| Кращий режисер          | Юсуф Пирхасан, Алтан Донмез — Постукай в мої двері (FOX)           | Yusuf Pirhasan, Altan Dönmez (Sen Çal Kapımı) (FOX)              | Номінація |
| Кращий режисер          | Семіх Багджи — Останнє літо (FOX)                                  | Semih Bağcı (Son Yaz) (FOX)                                      | Номінація |
| Найкращий сценарій      | Беркун Оя — Інший / Ми зустрілися у Стамбулі (Netflix)             | Berkun Oya (Bir Başkadır) (NETFLİX)                              | Перемога  |
| Найкращий сценарій      | Алі Асаф Елмаз, Мустафа Бецит, Теоман Гок — Гора серця (TRT 1)     | Ali Asaf Elmas, Mustafa Becit, Teoman Gök (Gönül Dağı) (TRT 1)   | Номінація |
| Найкращий сценарій      | Деніз Маданоглу, Рана Маматлиоглу — Квартира невинних (TRT 1)      | Deniz Madanoğlu, Rana Mamatlıoğlu (Masumlar Apartmanı) (TRT 1)   | Номінація |
| Найкращий сценарій      | Гюль Абус Семерчі — Мої брати і сестри (ATV)                       | Gül Abus Semerci (Kardeşlerim) (ATV)                             | Номінація |
| Найкращий сценарій      | Кемаль Хамамджоглу, Діляра Памук — Невірний (Kanal D)              | Kemal Hamamcıoğlu, Dilara Pamuk (Sadakatsiz) (Kanal D)           | Номінація |
| Найкращий сценарій      | Седа Алтайлі Тургутлу — Дівчина за склом (Kanal D)                 | Seda Altaylı Turgutlu (Camdaki Kız) (Kanal D)                    | Номінація |
| Найкращий сценарій      | Айше Онер Кутлу — Постукай в мої двері (FOX)                       | Ayşe Öner Kutlu (Sen Çal Kapımı) (FOX)                           | Номінація |
| Найкращий сценарій      | Бахадир Озденер — Мафія не править світом (ATV)                    | Bahadır Özdener (Eşkıya Dünyaya Hükümdar Olmaz) (ATV)            | Номінація |
| Найкращий сценарій      | Бану Кіремітчі Бозкурт — Червона кімната (TV 8)                    | Banu Kiremitçi Bozkurt (Kırmızı Oda) (TV 8)                      | Номінація |
| Найкращий сценарій      | Деніз Даргі, Джем Горгек, Дженк Богатур — Останнє літо(FOX)        | Deniz Dargı, Cem Görgeç, Cenk Boğatur (Son Yaz) (FOX)            | Номінація |
| Найкраща музика серіалу | Альп Єньєр — Квартира невинних (TRT 1)                             | Alp Yenier (Masumlar Apartmanı) (TRT 1)                          | Перемога  |
| Найкраща музика серіалу | Альп Єньєр — Мої брати і сестри (ATV)                              | Alp Yenier (Kardeşlerim) (ATV)                                   | Номінація |
| Найкраща музика серіалу | Асли Демірер, Сафа Хендем — Бат Гра (Kanal D)                      | Aslı Demirer-Safa Hendem (Baht Oyunu) (Kanal D)                  | Номінація |
| Найкраща музика серіалу | Айтекін Аташ — Постукай в мої двері (FOX)                          | Aytekin Ataş (Sen Çal Kapımı) (FOX)                              | Номінація |
| Найкраща музика серіалу | Батухан Фірат — Серцева рана (ATV)                                 | Batuhan Fırat (Kalp Yarası) (ATV)                                | Номінація |
| Найкраща музика серіалу | Джем Огет — Острівна казка (Star TV)                               | Cem Öget (Ada Masalı) (STAR TV)                                  | Номінація |
| Найкраща музика серіалу | Джем Огет — Невірний (Kanal D)                                     | Cem Öget (Sadakatsiz) (Kanal D)                                  | Номінація |
| Найкраща музика серіалу | Hey! Douglas — Любов для початківців (Netflix)                     | Hey! Douglas (Aşk 101) (NETFLİX)                                 | Номінація |
| Найкраща музика серіалу | Тойгар Ішіклі — Чукур (Show TV)                                    | Toygar Işıklı (Çukur) (Show TV)                                  | Номінація |
| Найкраща музика серіалу | Туна Хізметлі — Останнє літо (FOX)                                 | Tuna Hizmetli (Son Yaz) (FOX)                                    | Номінація |

### Програми
| Категорія                                | Номінант                                                                                | Оригінальна назва                                                              | Результат |
| ---------------------------------------- | --------------------------------------------------------------------------------------- | ------------------------------------------------------------------------------ | --------- |
| Найкраща жінка-ведуча                    | - (ATV)                                                                                 | Müge Anlı İle Tatlı Sert (ATV)                                                 | Перемога  |
| Найкращий чоловік-ведучий                | Алі Акун Іліджалі (Виживший)(TV 8)                                                      | Acun Ilıcalı (Survivor) (TV 8)                                                 | Перемога  |
| Найкраща програма новин, жінка-ведуча    | Назлі Челік (Star TV)                                                                   | Nazlı Çelik (Star TV)                                                          | Перемога  |
| Найкраща програма новин, чоловік-ведучий | Деніз Байрамоглу (Kanal D)                                                              | Deniz Bayramoğlu (Kanal D)                                                     | Перемога  |
| Найкраща програма новин                  | 5N1K (Джюнейт Оздемір) (CNN Türk)                                                       | 5N1K (Cüneyt Özdemir) (CNN Türk)                                               | Перемога  |
| Найкраща спортивна програма              | Стовідсотковий футбол: ведучий: Ербатур Ергенекон, коментатор: Ридван Ділмен (TRT Spor) | Yüzde Yüz Futbol: Sunucu: Erbatur Ergenekon, Yorumcu: Rıdvan Dilmen (TRT Spor) | Перемога  |
| Найкращий конкурс                        | Мастершеф Туреччини (Даніло Занна, Мехмет Ялчінкая, Сомер Сівріоглу) (TV 8)             | Masterchef Türkiye (Danilo Zanna, Mehmet Yalçınkaya, Somer Sivrioğlu) (TV 8)   | Перемога  |

## Музичні нагороди
| Категорія                                   | Номінант                             | Оригінальна назва                  | Результат |
| ------------------------------------------- | ------------------------------------ | ---------------------------------- | --------- |
| Найкращий співак                            | Едіс                                 | Edis                               | Перемога  |
| Найкраща співачка                           | Хадісе                               | Hadise                             | Перемога  |
| Найкраща музична група                      | Madrigal                             | Madrigal                           | Перемога  |
| Найкращий діджей                            | Бурак Єтер                           | Burak Yeter                        | Перемога  |
| Найкращий реп виконавець                    | Sefo                                 | Sefo                               | Перемога  |
| Найкраща співачка турецької народної музики | Зейнеп Башкі Каратаг                 | Zeynep Başki Karatağ               | Перемога  |
| Найкращий співак турецької народної музики  | Екін Узунлар                         | Ekin Uzunlar                       | Перемога  |
| Найкраща співачка в жанрі фентезі           | Ебру Яшар                            | Ebru Yaşar                         | Перемога  |
| Найкращий співак у жанрі фентезі            | Гокан Алтун                          | Hakan Altun                        | Перемога  |
| Найкращий кліп                              | Бурай — Шалена дівчина               | Buray — Deli Kız                   | Перемога  |
| Найкраща пісня                              | Sefo — Не знаю?                      | Sefo — Bilmem Mi?                  | Перемога  |
| Найкраща пісня                              | Едіс — Чайки                         | Edis — Martılar                    | Перемога  |
| Найкраща жінка-інфлюенсер                   | Рейчел Араз Кіресепі                 | Rachel Araz Kiresepi               | Перемога  |
| Найкращий чоловік-інфлюенсер                | Джемаль Джан Джансевен               | Cemal Can Canseven                 | Перемога  |
| Найкращий альбом проекту                    | Пісні Сезенлі 1977 року (Емір Ерсой) | 1977 Sezenli şarkılar (Emir Ersoy) | Перемога  |
| Найпопулярніший прорив                      | Бурак Булут, Куртулуш Куш            | Burak Bulut, Kurtuluş Kuş          | Перемога  |
| Найпопулярніший прорив                      | Зехра                                | Zehra                              | Перемога  |
| Найкраща журнальна програма                 | Журнал D Субота (Канал D)            | Magazin D Cumartesi (Kanal D)      | Перемога  |
| Молода зірка Азербайджану                   | Нахіде Бабашлі                       | Nahidə Babaşlı                     | Перемога  |

## Примітка
- Список усіх номінацій взятий із сайтів «pantenealtinkelebekodulleri.com» та "pantenesaci.com ".

- Церемонія нагородження транслювалася на Kanal D 05.12.2021 в неділю з 19.45 до 20.45 годин та на Teve2.